# Carlos Morais
Pour les articles homonymes, voir Morais.
Carlos Morais, né le 16 octobre 1985 à Luanda, en Angola, est un joueur angolais de basket-ball, évoluant au poste de meneur.

## Carrière
Carlos Morais est l'un des joueurs de basket angolais les plus talentueux de la nouvelle génération. Il a commencé à jouer au basket dans les rues à l'âge de 12 ans. Puis à l'âge de 16 ans il joue dans l'équipe junior de l'Atl. Petróleos Luanda et deux ans plus tard, à 18 ans, il signe son premier contrat pro avec son club de formation. Il entre en équipe nationale à l'âge de 20 ans. Aujourd'hui il évolue en NBA dans la franchise canadienne Raptors de Toronto.
En juillet 2003, à l'âge de 17 ans, Carlos participe à la Coupe du monde junior FIBA avec notamment Milton Barros. Il inscrit 51 points en 229 minutes de jeu (8 matches). Il finit avec une moyenne de 6,4 points, 5,6 rebonds et 1,5 passe décisive par rencontre. La sélection junior finit 13e sur 16 participants.
En 2005, il participe pour la première fois à l'AfroBasket avec la sélection pro. Il finit la compétition avec 33 points en 86 minutes de jeu (7 matches). Bien que Carlos n'ait pas joué la finale, son équipe s'impose 70 - 61 face au Sénégal. Et l'Angola remporte pour la 8e fois le titre de champion d'Afrique.
En janvier 2006, il remporte pour la première fois la Super Coupe d'Angola avec son club Atl. Petróleos Luanda. Carlos inscrit 23 points lors de la finale face au Clube Desportivo 1° de Agosto et finit meilleur marqueur de son équipe. Le 10 juin, il est Champion d'Angola (saison 2005/2006) avec son club. Le 26 novembre, toujours avec son club, il remporte la Coupe d'Afrique des clubs. En sélection, il participe à la Coupe du monde FIBA. L'Angola termine 10e et Carlos inscrit 48 points en 106 minutes de jeu (6 matches).
En 2007, il est Champion d'Angola (saison 2006/2007) avec son club et il finit MVP. Pendant la Coupe d'Afrique des clubs, lors du match face au Niger Potters (Nigeria), Carlos est élu meilleur joueur avec 17 points et 7 rebonds. Avec son club, il va jusqu'en finale mais l'Atl. Petróleos Luanda s'incline 61 – 53 face au club angolais Primeiro de Agosto. En mai, toujours avec son club Carlos remporte la Coupe d'Angola. En août avec la sélection, il participe à l'AfroBasket qui se déroule en Angola. Carlos inscrit 59 points en 93 minutes de jeu (6 matches). L'Angola va jusqu'en finale et remporte pour la 9e fois le titre de Champion d'Afrique. Elle se qualifie aux Jeux olympiques d'été de 2008 à Pékin.
En 2008, avec la sélection angolaise Carlos participe au FIBA Diamond Ball. Il inscrit 18 points en 84 minutes de jeu (3 matches). La sélection finit dernière (6e). En août il participe pour la première fois aux Jeux olympiques. L'Angola perd au premier tour avec 5 défaites en 5 matches et finit dernière (12e). Carlos n'a joué que 4 matches sur les 5 et inscrit 59 points en 116 minutes de jeu. On retiendra quand même le match extraordinaire que Carlos a fait face aux États-Unis. Malgré la défaite (76 - 97), il finit meilleur joueur du match avec 24 points devant Dwyane Wade (19 points).
En 2009, Carlos s'impose de plus en plus au sein de la sélection. Durant l'AfroBasket il joue 267 minutes contre 93 en 2007. Il inscrit 132 points en 9 matches et finit 10e meilleur marqueur du championnat. Pendant la finale face à la Côte d'Ivoire, Carlos inscrit 21 points et permet à son équipe de remporter le titre de Champion d'Afrique. C'est son 3e titre d'affilié de Champion d'Afrique avec l'Angola.
En mai 2010, il remporte la Coupe d'Angola mais cette fois-ci avec le club Recreativo do Libolo. En sélection, il participe à la Coupe du monde FIBA. L'Angola termine 15e et Carlos inscrit 52 points en 153 minutes de jeu (6 matches).
En 2011, il est Champion d'Angola (saison 2010-2011) avec l'Atlético Petróleos Luanda et il finit meilleur marqueur du championnat. En sélection, il participe à l'AfroBasket pour la 4e fois. Il va jusqu'en finale mais l'Angola s'incline 67 - 56 face à la Tunisie. Carlos finit 2e meilleur joueur du Championnat avec 124 points en 214 minutes de jeu (7 matches). Il signe l'une de ses meilleures prestations en Coupe d'Afrique.   
En 2012, MVP 2012 Africa Club Champions.
En 2013, vainqueur de la Coupe d'Angola avec Atlético Petróleos Luanda.
Le 19 septembre 2013, il a été confirmé que Carlos Morais signe son premier contrat NBA avec les Raptors de Toronto et donc devient le premier joueur angolais à jouer en NBA.

## Palmarès
- Champion d'Afrique 2005, 2007, 2009, 2013
- Vice-Champion d'Afrique 2011
- MVP du Championnat d'Afrique de basket-ball 2013
- MVP de la  Coupe d'Afrique des clubs 2012
- MVP du Championnat d'Angola de basket-ball 2006-2007